# Empoasca crusta
Empoasca crusta är en insektsart som beskrevs av Langlitz 1964. Empoasca crusta ingår i släktet Empoasca och familjen dvärgstritar. Inga underarter finns listade i Catalogue of Life.